# 李南飞
李南飞（1979年3月23日—）是一位中国的人权运动者、民主异议人士、文化论者、自由主义者，因2022年11月18日，在习近平出席曼谷APEC峰会期间举牌抗议而知名。

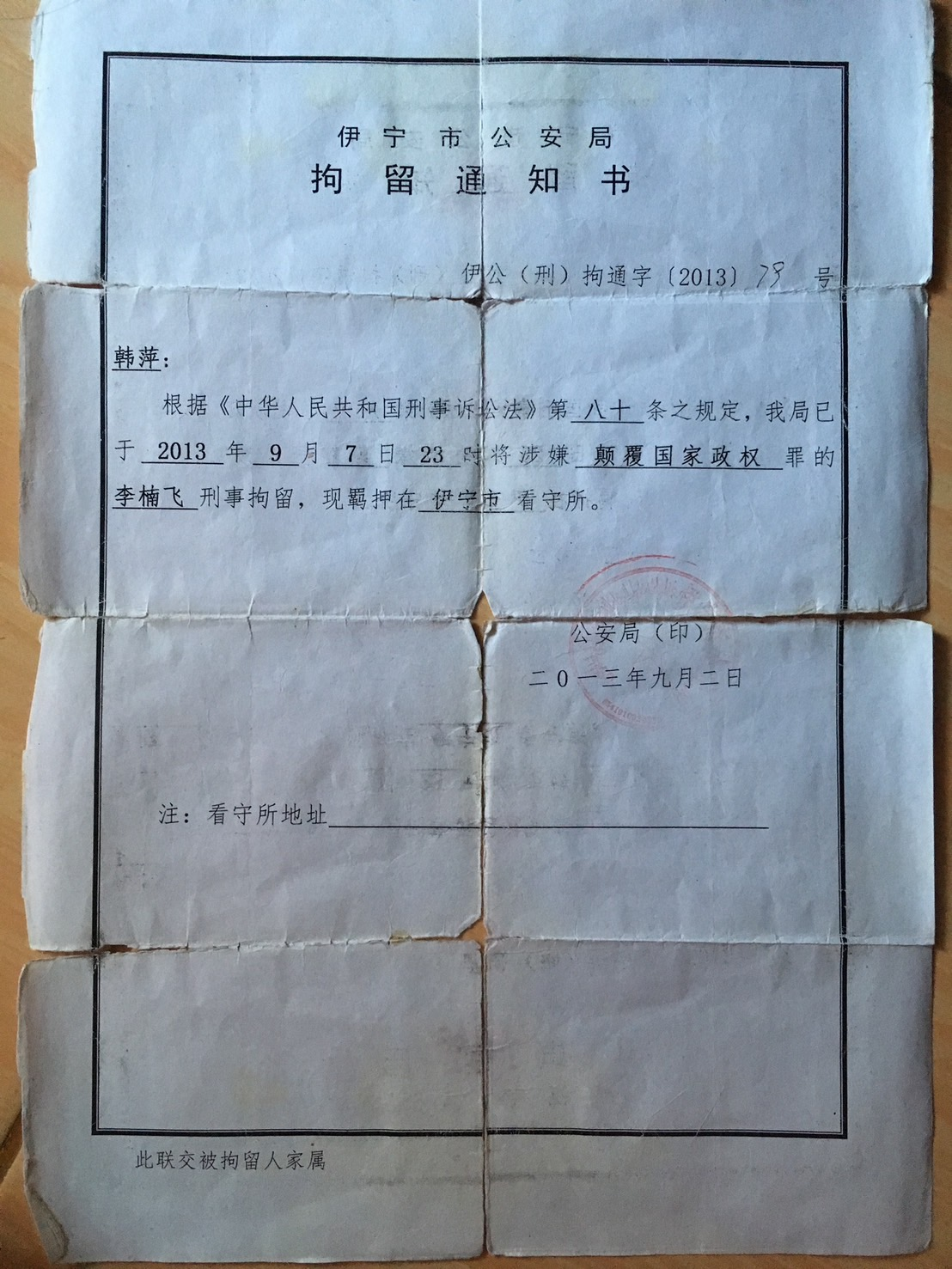
伊宁市公安局拘留通知书，2013年9月2日

## 教育背景
李南飞原籍安徽，初中毕业参军，以前在新疆武警部队服役。

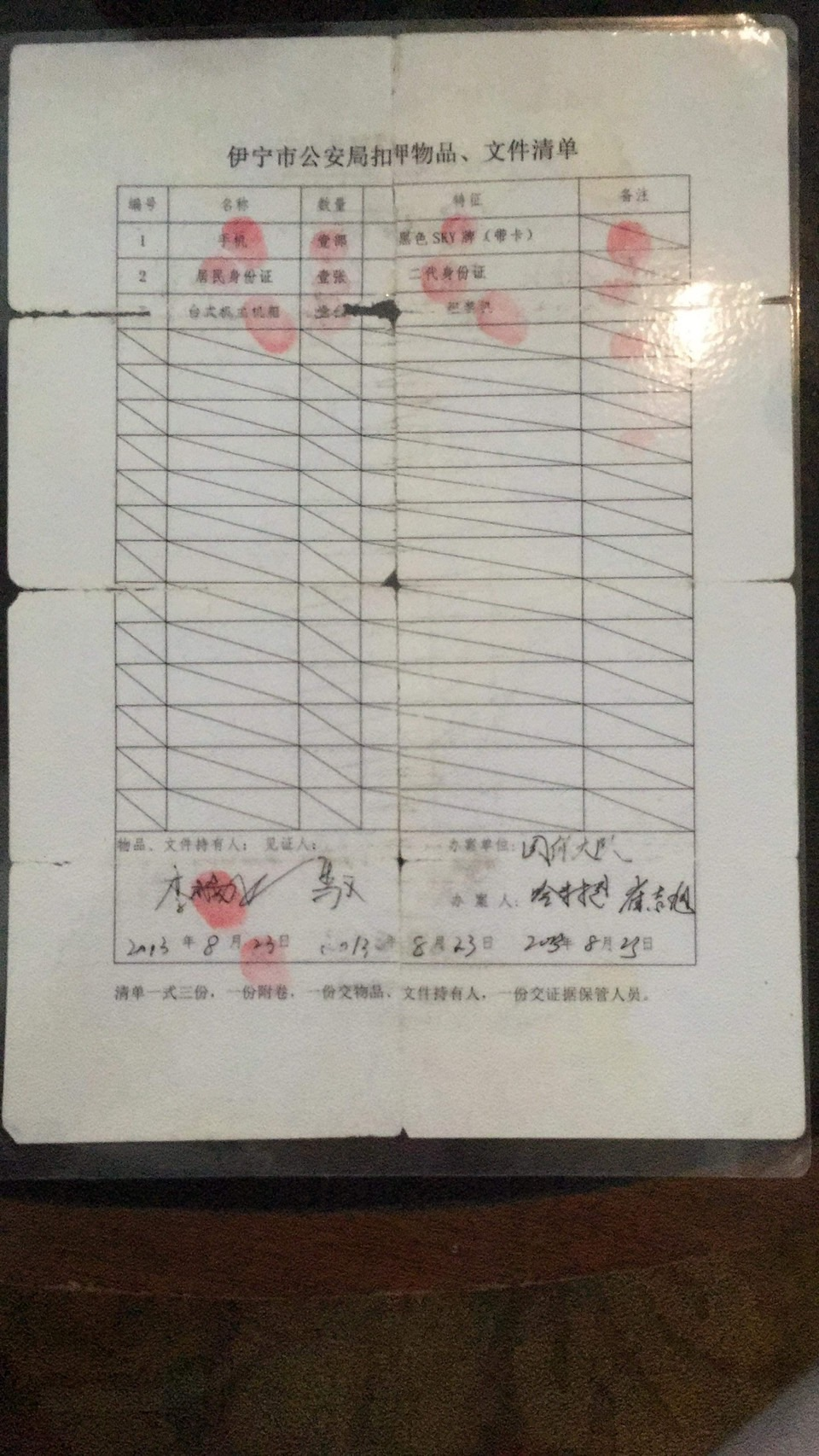
伊宁市公安局物品扣押物品、文件清单2013年8月23日

## 个人经历
2008年开始，投身民权运动，参与新公民运动和“同城饭醉”运动。
2013年8月23日，因秘密组党被新疆省伊宁市公安局以颠覆国家政权罪为由抓捕，后因该案无同党而获释。
2016年4月，偷渡逃亡泰国，并于当年获得联合国难民署正式庇护。
2022年11月18日，习近平出席曼谷APEC峰会，李南飞是唯一一个在曼谷街头举牌抗议的中国异议者，后因此事件被泰国警察围捕于车站，羁押于曼谷特别监狱。
2023年1月20日，被泰国友人保释出狱。现仍滞留于泰国，等待联合国难民署的进一步安置。
2024年1月，李南飞促请联合国难民署为付遗风提供保护。

## 参考资料

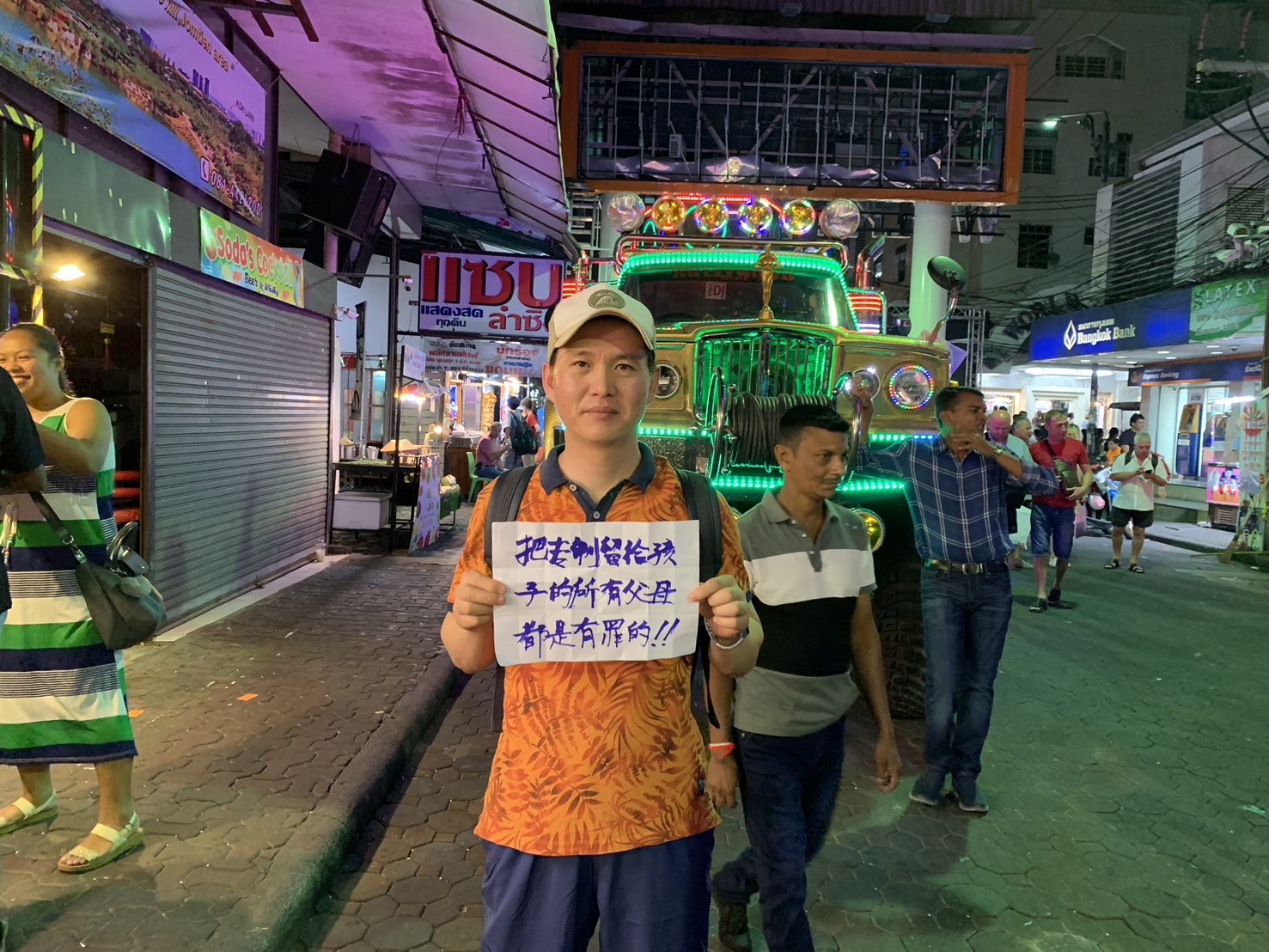
2019年8月19日李南飞在泰国芭提雅步行街街头抗议